# 伊良原ダム

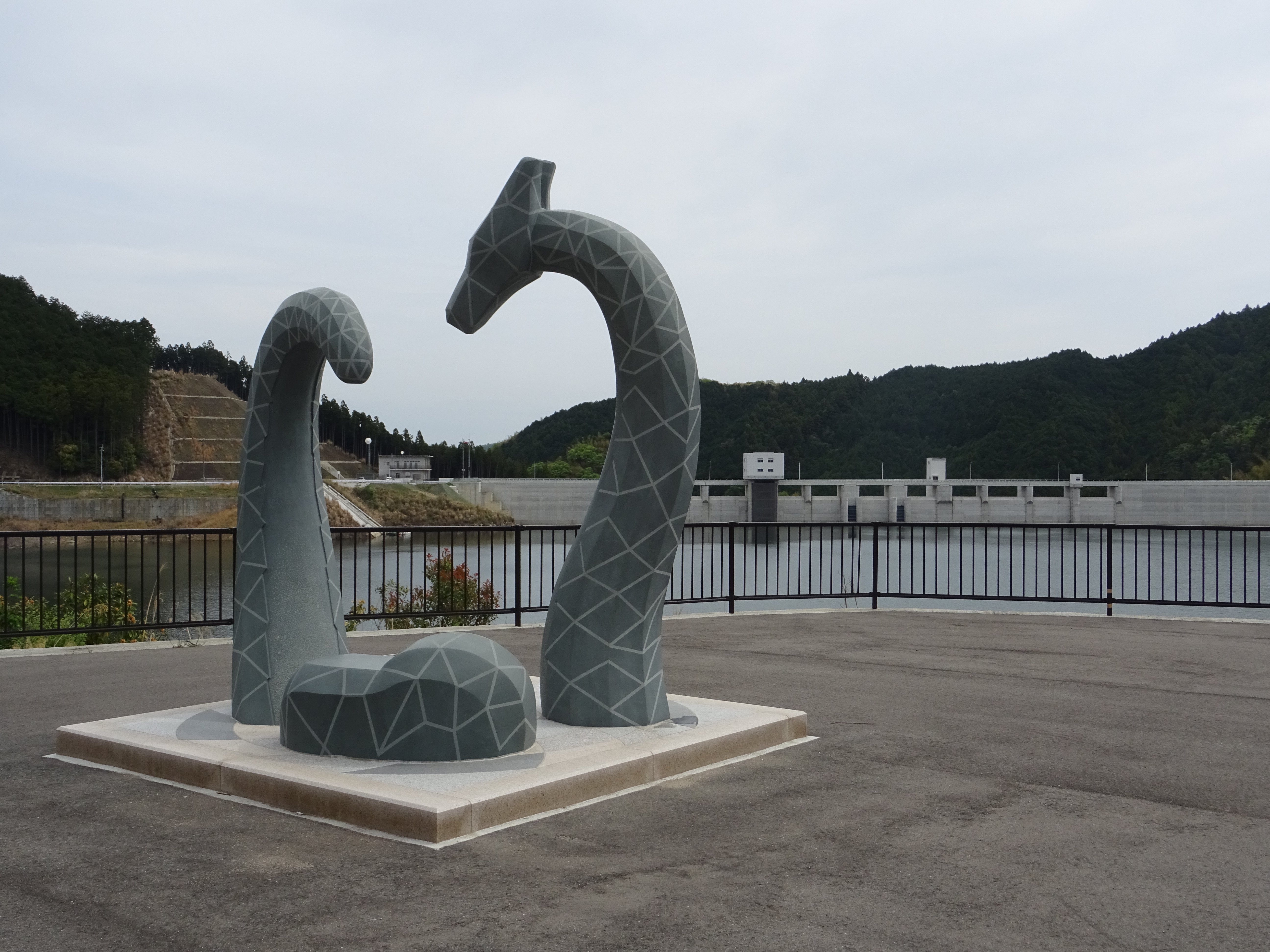
伊良原ダム遠望とダムのモニュメント

伊良原ダム（いらはらダム）は、福岡県京都郡みやこ町犀川伊良原地区、二級河川・祓川の中流域に所在する県営ダムである。

## ダムの概要
祓川は急流であるため、1979年（昭和54年）6月梅雨による大雨や1980年（昭和55年）8月に豪雨などでたびたび河岸の決壊や氾濫、洪水を起こし家屋の流出、全半壊や浸水、農地の浸水などの被害が出ていた。その一方で猛暑の影響で渇水が起き水不足が深刻な問題になっていた。そのため、洪水調整や周辺の農業用水の確保、田川地区および北九州地方への水道水を確保することを目的とした多目的ダムが建設されることになった。それがこの伊良原ダムである。
本ダムは国庫の補助を受けている河川総合開発事業で事業名は「祓川総合開発事業」、最終的な全体事業費は758億円。1974年（昭和49年）に実施計画調査を開始（事業に着手）、当初は2000年（平成12年）までに竣工する予定であったが、用地買収などの遅れにより工事が進まず、竣工時期が二度に渡り変更され最終的には2017年（平成29年）度となった。
またこの事業に対しダム建設の是非も問われたが2011年（平成23年）1月末に福岡県が事業継続の方針を打ち出し、同年5月には国土交通省が国のダム事業見直しに絡み本ダムの事業継続を決定した。近年国土交通省が建設中及び建設予定のダム事業を検証し事業の是非を再検討している中で、事業継続が決定されたのは本ダムが最初となる。
計画では高さ83.0メートルの重力式コンクリートダムで、堤高81.3メートル、総貯水容量は2,870万立方メートル、集水面積は36.8平方キロメートルにも及ぶ。田川地区水道企業団（田川市、田川郡川崎町、同糸田町、同福智町）と京築地区水道企業団（行橋市、豊前市、京都郡苅田町、同みやこ町、築上郡築上町、同吉富町、同上毛町）への上水道水供給を予定している。
2018年3月4日竣工。事業着手から竣工まで43年を要する長期化ダム事業となった。

## ダム・貯水池の諸元など
- 型式：重力式コンクリートダム
- 堤高：81.3メートル
- 堤頂長：295.0メートル
- 堤体積：419,000立方メートル
- 集水面積：36.8平方キロメートル
- 湛水面積：1.22平方キロメートル
- 総貯水容量：2,870万立方メートル
- 有効貯水容量：2,750万立方メートル
- 水没総面積：141ヘクタール
- 水没戸数：86戸
- 水没農地面積：49ヘクタール

## 歴史
- 1974年（昭和49年）4月 実施計画調査採択
- 1990年（平成2年）4月 建設事業採択、田川地区・京築地区水道企業団と基本協定締結
- 1995年（平成7年）1月  地元地権者5団体と建設に関する基本協定書締結
- 1996年（平成8年）3月 水源地域対策特別措置法に基づくダム指定を受ける
- 2001年（平成13年）10月  河川整備基本方針策定
- 2003年（平成15年）度 地元地権者5団体と建設に関する基本協定書締結
- 2004年（平成16年）12月河川整備計画策定、損失補償基準調印
- 2005年（平成17年）3月 環境影響評価書の公告・縦覧
- 2005年（平成17年）3月17日 水源地域対策特別措置法に基づく伊良原ダムの水源地域整備計画の決定
- 2006年（平成18年）10月 集団移転地造成工事及び付替道路工事着手
- 2007年（平成19年）7月 集団移転地一部分譲開始（行橋市西泉地区）
- 2009年（平成21年）8月 事業の一部見直し
- 2011年（平成23年）4月 水没するみやこ町役場犀川支所伊良原出張所が移転
- 2012年（平成24年）9月 集団移転完了[4]
- 2012年（平成24年）12月 仮排水トンネル工事に着手[4]
- 2014年（平成27年）6月 ダム本体の工事に着手[4]
- 2015年（平成27年）7月 コンクリート打設開始[4]
- 2015年（平成27年）11月 福岡県主催による定礎式が挙行される[4]
- 2017年（平成29年）10月 試験湛水開始[5]
- 2018年（平成30年）3月4日 竣工式典実施[3]
- 2018年（平成30年）3月18日 完成記念イベント「ダムができたよ！ダム祭!!　～伊良原　Easter to Party ～」開催[6]